# Pierre Rangheard
Pour les articles homonymes, voir Rangheard.
Pierre Rangheard, né le 20 novembre 1910 à Maizières-lès-Brienne et mort le 27 novembre 1995 à Lyon, est un officier français de l'armée de terre, résistant, s'étant illustré à Lyon dans le réseau CDM (Camouflage du matériel) dès après l'établissement de l'Armée d'armistice, ainsi que dans le Maquis du Vercors. Capitaine FFI, Il a notamment participé à l'enlèvement de 53 Tirailleurs Sénégalais emprisonnés dans la caserne de La Doua à Villeurbanne, ainsi qu'à la Libération de Lyon,,,,. 
Il est l'oncle du géologue et paléontologue français Yves Rangheard.

## Biographie

### Jeunesse et engagement
La famille Rangheard est originaire d’Auvergne et en particulier du hameau de Virennes dans le village du Monestier dans les montagnes à l’ouest d’Ambert dans le Puy-de-Dôme. Les parents de Pierre quittent la région pour l'Aube où ils trouvent du travail. Ils s'installent à Hampigny, Maizières-lès-Brienne, puis à Velaines. Pierre Rangheard est le dernier d'une famille de 5 enfants. Il fait ses débuts à l’âge de 16 ans comme tourneur sur bois, puis s’engage en 1930 volontairement par devancement d’appel.

### Carrière militaire

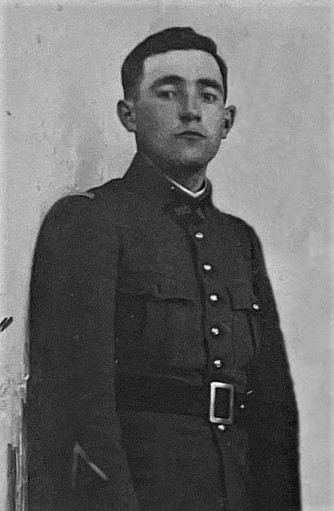
Pierre Rangheard, Maréchal des Logis au en 1932

En avril 1930, Pierre Rangheard incorpore le 105e régiment d'artillerie lourde (105e RAL) et est classé second canonnier conducteur à la 2e batterie à Bourges (Cher). Il est nommé brigadier en octobre de la même année, puis maréchal des logis en avril 1931. Il intègre le corps des sous-officiers de carrière du 105e RAL, classé au 49e régiment d'artillerie en avril 1934. Il incorpore le 6e régiment d'artillerie divisionnaire à Villeurbanne (Rhône) et est nommé maréchal des logis chef (mécanicien) en janvier 1937. Il est affecté à un parc d'essence des armées à la veille de déclaration de guerre à l'Allemagne. 
Aux lendemains de l'Armistice, l'adjudant Pierre Rangheard est affecté à la 6e batterie du 2e régiment d'artillerie de montagne.

### Clandestinité
Pierre Rangheard rentre dans l'Armée Secrète en septembre 1940, comme Agent P2 dans le réseau Camouflage du Matériel de Lyon. Il participe aux opérations de récupération et transport de matériel, d’armes et de ravitaillement destinés aux maquis de l’Ain et du Vercors. Il est affecté à l’Etablissement Principal du Service de l’Artillerie de Lyon comme Agent du Service des Matériels, puis à l’Etat-Major de la Subdivision de Lyon au Bureau de Transport de la Place de Lyon. Promu sous-lieutenant FFI en avril 1944, il rejoint le plateau du Vercors le 6 juin 1944, jour du débarquement de Normandie.

### Maquis du Vercors
Pierre Rangheard est affecté à la section de transport au Quartier Général à Saint-Agnan-en-Vercors avec le Commandant Jouneau. Il y commande la section d’entretien des matériels. La section transport est établie au hameau des Brunet à Saint-Agnan. Il commande la compagnie responsable de l’équipement et des munitions et organise les dépôts de munitions et participe activement au combat contre les troupes allemandes. Pierre est l'un des artisans, avec son équipe le 23 juin 1944, de l'enlèvement de 53 tirailleurs sénégalais prisonniers des Allemands dans la caserne la Doua (Villeurbanne), pour les ramener sains et saufs au Vercors,,.
Pendant les événements de Juillet 1944, Pierre Rangheard participe aux combats du Pré-Grandu, du Grand Veymont, du Cirque d'Archiane, du Claudas, du Diois et de Saint-Julien en Quint.
Il se distingue également dans l'accompagnement du repli sur la Forêt de Lente, commandé par le colonel Huet. Le Commandant Georges le décrit comme l'un de ses piliers principaux à la force physique extraordinaire, toujours présent là où il fallait aider et que nous avions surnommé "la locomotive". 

### Après-guerre
Après la libération à laquelle il participe activement, il continue de servir dans les Troupes d’Occupation en Allemagne à Trèves en Allemagne jusqu’en 1947, date à laquelle il bénéficie d’un dégagement jusqu’en 1957. 
Entrepreneur, il lance une activité de transport sur Lyon, puis confectionne des plaques d'immatriculations, avant de créer en 1953 la Société Rangheard et Cie qui distribue des équipements de signalisation routière sur base de produits réfléchissants la lumière. Il prend sa retraite en 1974. Il est élu Président de la section de Lyon de l’Association Nationale des Pionniers et Combattants Volontaires du Vercors en décembre 1973. Il préside sa dernière assemblée générale le 12 octobre 1995. Pierre Rangheard décède le 27 novembre 1995 à Lyon, des suites d’un cancer.

### Établissements Rangheard

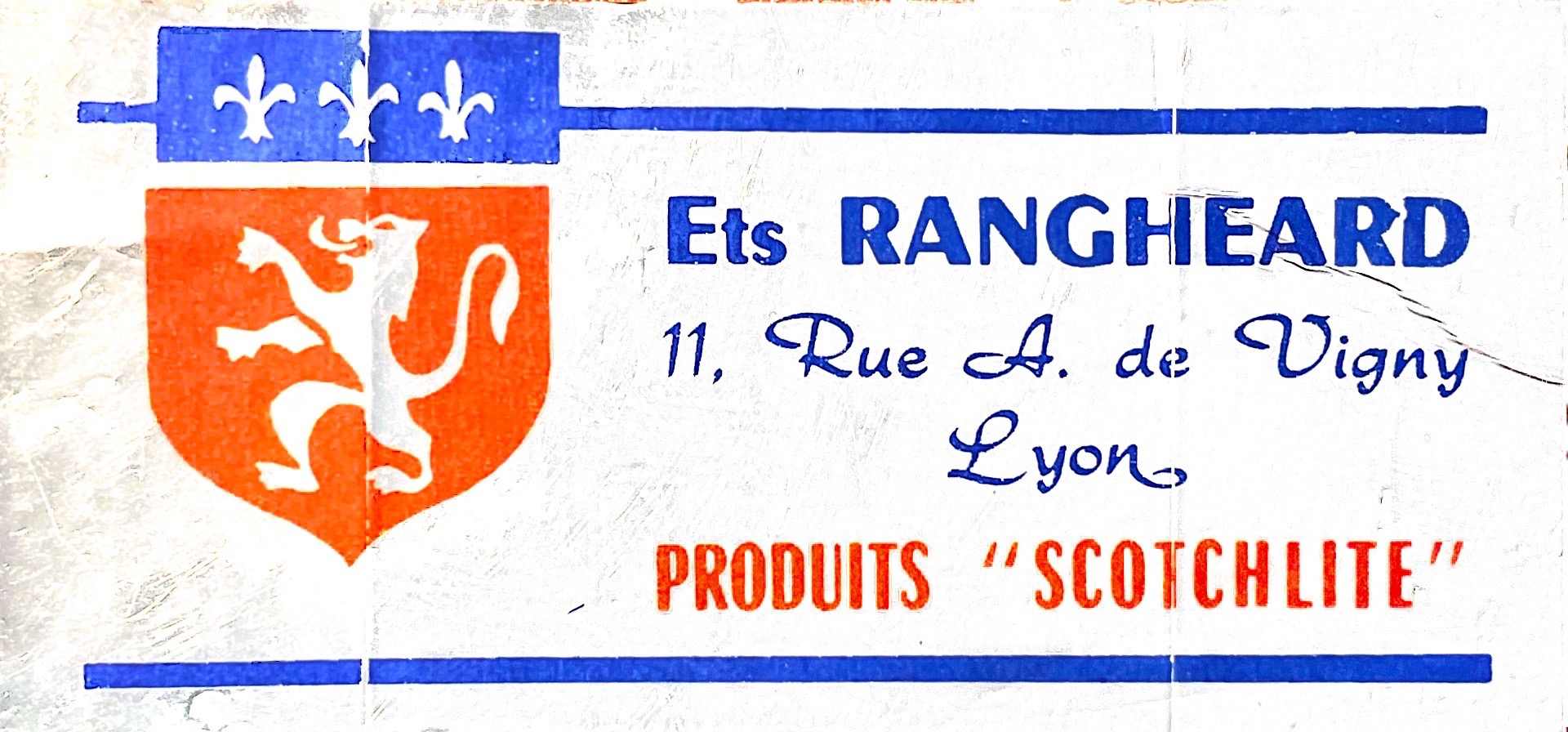
Autocollant des Etablissements Rangheard dans les années 70.

Pierre Rangheard fonde la société en 1953. Elle repose sur la signalisation routière à base de produits Scotchlite réfléchissants la lumière dans la direction de là d’où elle provient. Il s'agit d'un procédé 3M dont Pierre Rangheard obtient la licence pour le Rhône. Un des premiers clients fut la SNCF, puis la signalisation routière lumineuse et pour des publicités, ce qui permet à l'affaire de se développer. Pierre Rangheard prend sa retraite en 1970 et revend la société florissante. Celle-ci rejoint le groupe Signaux Girod en 1995.

## Distinctions
Pierre Rangheard est récipiendaire des décorations suivantes :
- 1945 :  Croix de Guerre 39/45 avec citation à l’ordre du Régiment[14]
- 1946 :  Médaille de la Résistance[15]
- 1957 :  Croix du Combattant Volontaire 39/45[16]
- 1962 :  Chevalier de la Légion d'honneur[17]
- 1980 :  Croix du Combattant Volontaire de la Résistance[18]
- 1994 :  Officier de la Légion d'honneur[8]

Il a reçu par ailleurs les homologations suivantes :
- 1948 : Homologation FFC du 1er septembre 1940 au 6 juin 1944[7]
- 1949 : Homologation FFI de 6 juin 1940 au 2 septembre 1944[7]

## Filmographie
- 1948 : Au cœur de l'orage : Pierre Rangheard apparaît au moment de la visite d'inspection du colonel Marcel Descour dans la villa Bellon, quartier général de Saint-Martin-en-Vercors. Pierre Rangheard est le premier officier dans le film à saluer le colonel à son entrée. Il a à sa droite le lieutenant-colonel François Huet et à sa gauche le commandant Georges Jouneau, ses supérieurs directs.
- 1994 : Inauguration du mémorial du Vercors (INA) : Pierre Rangheard dépose des gerbes de fleurs sur les tombes de ses camarades tombés en juillet 1944, assisté d'une jeune fille.